# Oman Golf Classic 2013
De National Bank of Oman Golf Classic (NBO Classic) is een toernooi van de Europese Challenge Tour.
De eerste editie werd gespeeld van 24-27 oktober 2013 op de Almouj Golf in Muscat. Een week na dit toernooi wordt in Dubai het seizoen afgesloten met de Grand Final waar de top-45 spelers van de Challenge Tour Ranking spelen om in de top-15 van de ranking te komen en naar de Europese Tour te promoveren. De Oman Classic is dus de laatste kans om in de top-45 te komen en aan de Grand Final mee te kunnen doen.

## De baan
Het toernooi wordt gespeeld op de Almouj Golf, de eerste 18-holes championship-golfbaan van Oman. Hij werd ontworpen door Greg Norman. De eerste negen holes waren in 2011 klaar, de 18 holesbaan werden in 2012 geopend. De baan ligt aan de kust, in het verlengde van The Wave, een nieuw wooncomplex met huizen en een grote marina aan de Golf van Oman.
In juni 2013 werd het 33ste PAN-Arab Championship gespeeld door teams van 15 verschillende landen (Oman, Bahrain, Egypte, Irak, Jordanië, Saudi Arabië, Kuweit, Libanon, Libië, Marokko, Palestinië, Qatar, Syrië, Tunesië en de Verenigde Arabische Emiraten). De beste twee amateurs van dat toernooi, Ali Al Bishi en Hamad Mubarak, kregen een wildcard voor de NBO Classic, maar alleen Mubarak doet mee.

## Verslag
De par van de baan is 72.

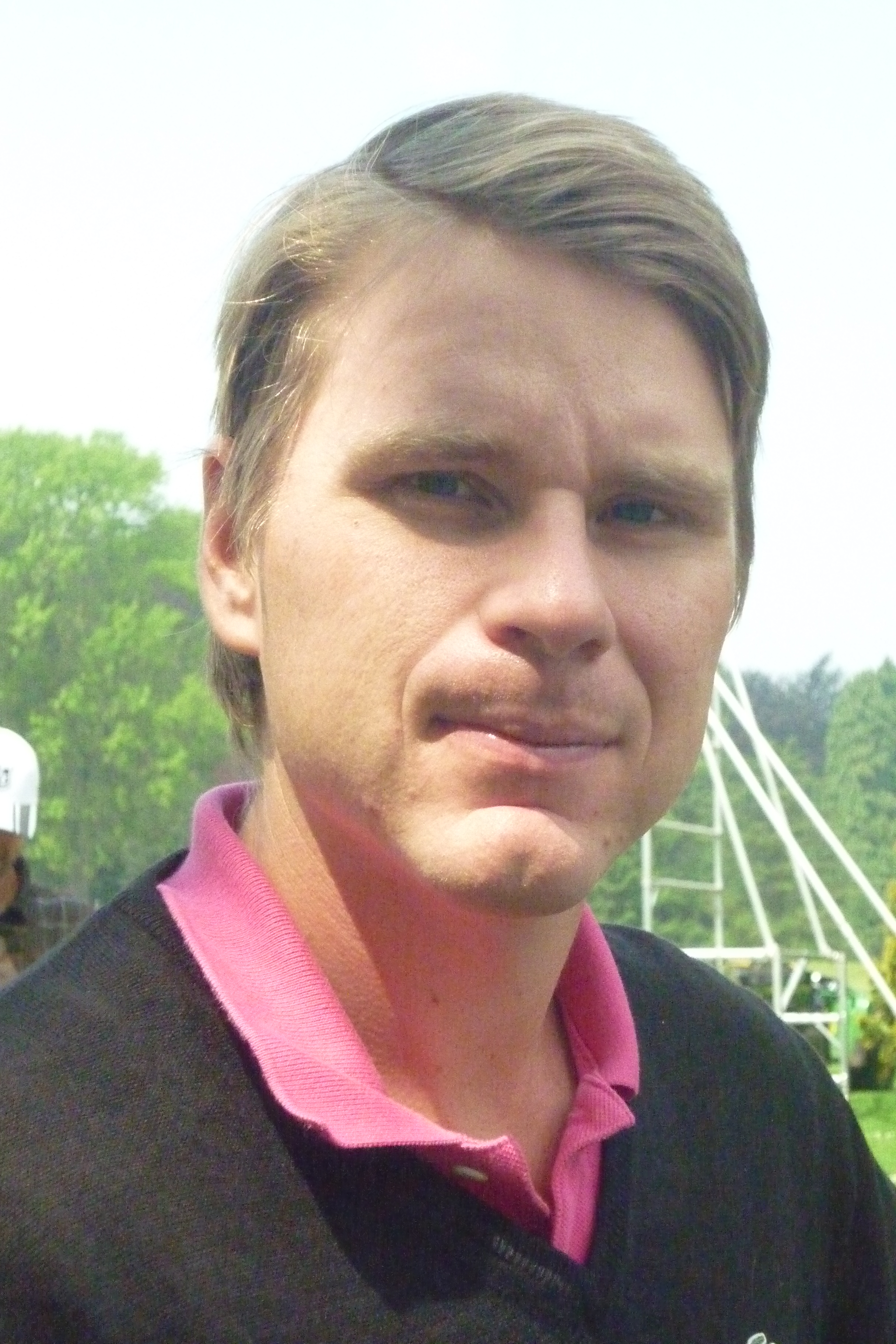
Roope Kakko, winnaar 2013

Er doen 10 amateurs mee. De twee Engelse amateurs staan in de wereldtop, de anderen doen mee om ervaring op te doen.

### Ronde 1 en 2
Voor Jens Dantorp en Roope Kakko is deze week erg belangrijk, zij staan nummer 16 en 17 op de Challenge Tour Ranking (CTR) en kunnen Marco Crespi en Duncan Stewart, die op nummer 14 en 15 staan, inhalen. Kakko en Crespi stonden na ronde 2 samen op de 2de plaats, slechts 1 slag achter de leider Daniel Im, die zijn jongere broer Michael als caddie had. Daniel Im kan ook nog in de top-15 van de CTR komen als hij in de top 3 eindigt.

### Ronde 3
Uit de top-3 zakte alleen Brandon Stone weggezakt, Roope Kakko ging na zeven birdies en een bogey aan de leiding. Daniel Im speelde ronde 3 ook weer onder de 70 en maakt goede kans in de top-15 van de CTR te komen. 
Daan Huizing staat als beste Nederlander op de 13de plaats.

### Ronde 4
Roope Kakko won in 2004 als amateur het VOLVO Finnish Open, dat toen een toernooi was van de Challenge Tour, maar deze week behaalde hij zijn eerste overwinning op deze Tour als professional. Dit betekent dat hij in 2014 op de Europese Tour mag spelen.
Wil Besseling speelde weer onder par en door zijn 18de plaats steeg hij twee plaatsen op de Challenge Tour Ranking. Daan Huizing had een slechte laatste ronde en eindigde op de 48ste plaats. Hij zakte naar de 3de naar de 4de plaats op de CTR.
| Naam              | CTR | Score R1 | Score R1 | Nr  | Score R2 | Score R2 | Totaal | Nr  | Score R3 | Score R3 | Totaal | Nr  | Score R4 | Score R4 | Totaal | Nr  |
| ----------------- | --- | -------- | -------- | --- | -------- | -------- | ------ | --- | -------- | -------- | ------ | --- | -------- | -------- | ------ | --- |
| Roope Kakko       | 17  | 70       | -2       | T4  | 69       | -3       | -5     | T2  | 66       | -6       | -11    | 1   | 69       | -3       | -14    | 1   |
| Lucas Bjerregaard | 76  | 76       | +4       | T74 | 68       | -4       | par    | T20 | 65       | -7       | -7     | T4  | 67       | -5       | -12    | 2   |
| Daniel Im         | 21  | 69       | -3       | T3  | 69       | -3       | -6     | 1   | 68       | -4       | -10    | 2   | 72       | par      | -10    | 3   |
| Brandon Stone     | 146 | 71       | -1       | T7  | 68       | -4       | -5     | T2  | 74       | +2       | -3     | T10 | 68       | -4       | -7     | T4  |
| Marco Crespi      | 14  | 72       | par      | T17 | 67       | -5       | -5     | T2  | 69       | -3       | -8     | 3   | 76       | +4       | -4     | T9  |
| Nicolo Ravano     | 80  | 68       | -4       | T1  | 72       | par      | -4     | T5  | 75       | +3       | -1     | T28 | 69       | -3       | -4     | T9  |
| Wil Besseling     | 44  | 74       | +2       | T37 | 72       | par      | +2     | T38 | 70       | -2       | par    | T28 | 70       | -2       | -2     | T18 |
| Jens Dantorp      | 16  | 74       | +2       | T37 | 70       | -2       | par    | T20 | 72       | par      | par    | T28 | 72       | par      | par    | T26 |
| Duncan Stewart    | 15  | 71       | -1       | T7  | 72       | par      | -1     | T15 | 72       | par      | -1     | T23 | 74       | +2       | +1     | T28 |
| Julien Guerrier   | 45  | 68       | -4       | T1  | 74       | +2       | -2     | T12 | 72       | par      | -2     | T13 | 76       | +4       | +2     | T33 |
| Daan Huizing      | 3   | 75       | +3       | T52 | 69       | -3       | par    | T20 | 70       | -2       | -2     | T13 | 77       | +5       | +3     | T40 |
| Carlos Del Moral  | 123 | 74       | +2       | T37 | 66       | -6       | -4     | T5  | 74       | +2       | -2     | T13 | 78       | +6       | +4     | T48 |
| Tim Sluiter       | 25  | 72       | par      | T17 | 79       | +7       | +7     | MC  |          |          |        |     |          |          |        |     |

| Leider |  | Toernooirecord |  | MC = missed cut = cut gemist |  | CTR = Challenge Tour Rankings |

## Spelers
| - Carlos Aguilar - Byeong-hun An - Phillip Archer - Scott Arnold - HP Bacher - Jason Barnes - Wil Besseling - Gary Boyd - Christophe Brazillier - Markus Brier - Daniel Brooks - François Calmels - Guillaume Cambis - Johan Carlsson - Marco Crespi - Jens Dantorp - Rhys Davies - Carlos Del Moral - Robert Dinwiddie - Agustin Domingo - Nick Dougherty - Edouard Dubois - Jamie Elson | - Jens Fahrbring - Charlie Ford - Dylan Frittelli - Jordi García Pinto - Daniel Gaunt - Max Glauert - David Griffith - Tyrrell Hatton - Jamie Howarth - Daan Huizing - Jeppe Huldahl - Sam Hutsby - Daniel Im - Lasse Jensen - Michael Jonzon - Roope Kakko - Dodge Kemmer - Sihwan Kim - Moritz Lampert - José-Filipe Lima - Bill Longmuir - Callum Macaulay - Stuart Manley | - Andrew Marshall - Andrew McArthur - Ross McGowan - Jamie McLeary - George Murray - Tom Murray - Adrian Otaegui - Brinson Paolini - Andrea Pavan - Andrea Perrino - Terry Pilkadaris - Nicolo Ravano - Victor Riu - Raymond Russell - Tim Sluiter - Anthony Snobeck - Gary Stal - Duncan Stewart - Steven Tiley - Jason Timmis - Daniel Vancsik - Oliver Wilson - Sam Walker | PGA invitaties - Jamie Abbott - Ahmed Al Musharek 1 - Knut Borsheim - Luis Claverie - Alan Dunbar - Nacho Elvira - Matt Ford - Julien Guerrier - Jerome Lando Casanova - Paul Maddy - Jamie Moul - Tapio Pulkkanen - Jake Shepherd - Roland Steiner - Brandon Stone - David Taylor - Jay Townsend - Damian Ulrich - Pontus Widegren | Challenge Tour Invitaties - Lucas Bjerregaard - Niklas Lempke - Andrea Rota - Alvaro Velasco Amateurs - Garrick Porteous W 13 - Nathan Kimsey W 15 - Hamad Mubarak W 2585 M 22 - Peter Stojanovski W 2965 - Saleh Al Kaabi W 5342 - Ghanim Al Kuwari W 5275 - Faisal Mohammed Al Salhab M 29 - Azaan Al Rumhy 2 - Ali Hameed W = - Taymour Scarello W = - Peter Stojanovski W 2965 W = WAGR = Wereldranglijst M = Mena Tour |

1 Ahmed Al Musharrekh was enkele jaren de beste amateur van de Emiraten. Op 22-jarige leeftijd werd hij in 2012 de eerste UAE-professional. 

2  Azaan Al Rumhy won in januari 2012 de 3de editie van het Oman Nationaal Open. Er waren 80 deelnemers. Ronde 1 werd gespeeld op Ghala, ronde 2 op Muscat Hills. In april 2013 speelde hij de interland Oman-Maleisië, waar ieder land twintig spelers liet meedoen op Muscat Hills. Al Rumhy won individueel, het Omani team won de trofee.

## Golf in Oman
Er zijn in Oman een paar golfbanen met 18 holes:
1. Ghala Golf Club, geopend in 1971 met bruine greens, groene greens sinds 2012 door Bill Longmuir en HH Kais Al-Said
2. Muscat Hills Country Club, de eerste golfbaan met groene greens, door Bill Longmuir en HH Kais Al-Said
3. Al Maha Golf Club
4. The Oman Automobile Club Golf Course
5. Almouj Golf, The Wave Golf Club, waar de Oman Golf Classic wordt gespeeld. Omtworpen door Greg Norman, geopend in 2012.

Het nationale team bestaat uit vier amateurs die allen lid zijn van de Ghala Golf Club: Azaan Al Rumhy, zijn broertje Hamad, Ali Hameed en Ahmed Al Balushi. Zij zijn gemiddeld het jongste sportteam van Oman.